# Allognathus hispanicus
Allognathus hispanicus is een slakkensoort uit de familie van de Helicidae. De wetenschappelijke naam van de soort is voor het eerst geldig gepubliceerd in 1838 door Rossmassler.